# Nordhessencup
Der Nordhessencup ist eine Serienwertung von 19 Volkslaufveranstaltungen in Nordhessen. Bei jeder Veranstaltung der Serie, die weiterhin autonom bleiben, können die Teilnehmer Punkte sammeln. Haben die Teilnehmer am Ende des Jahres eine bestimmte Anzahl an Läufen absolviert, so werden sie auf einer Abschlussveranstaltung mit Pokalen und Sachpreisen geehrt.
Die Serienwertung wird seit 1986 erfolgreich durchgeführt, wobei insgesamt jährlich bei den Veranstaltungen zuletzt rund 8000 Teilnehmer an den Start gehen.
Angebotene Disziplinen in der Nordhessencup-Wertung: 1 km (Schüler), 5 km, 10 km, 20 km bzw. Halbmarathon
Angebotene Disziplinen bei einigen der Läufe: Bambini-Läufe, Walking

## Wertungsläufe
Alphabetisch geordnete Liste der 19 Wertungsläufe des Nordhessencups:
- Ahnataler Abendvolkslauf (FTSV Heckershausen 1890 e.V.)
- Bartenwetzer Volkslauf (Melsunger Turngemeinde 1861 e.V.)
- „Baunatal rennt“ / Abendlauf Baunatal (KSV Baunatal e.V.)
- Breitenbacher Sommervolkslauf (TV 03 Breitenbach e.V.)
- Breunaer Volkslauf (TSV Breuna e.V.)
- Eschweger Volkslauf - Rund um die Leuchtberge (Ski-Club Meißner Eschwege e.V.)
- Heiligenröder Abendlauf (TSV 1892 Heiligenrode e.V.)
- Volkslauf Hessisch Lichtenau (TV 1894 Hessisch Lichtenau e.V)
- Hofgeismarer Volkslauf (TSG 1848 Hofgeismar e.V.)
- Kaufunger Volkslauf (Laufgemeinschaft Kaufungen e.V.)
- Körler Volkslauf (TSV Rot-Weiß Körle e.V.)
- Niedermeiser Dorflauf (TSV 1864 Niedermeiser e.V.)
- Rotenburger Oster-Volkslauf (LC Marathon '80 Rotenburg an der Fulda e.V.)
- Ahnepark-Lauf Vellmar (Laufgemeinschaft Vellmar e.V.)
- LSG-Waldauer-Wiesen-Lauf (LaufSportGemeinschaft Kassel 2021 e.V.)
- Warburger Oktoberwochen Volkslauf (Warburger Sportverein 1884 e.V.)
- Wehlheider Volkslauf (Turngemeinde Wehlheiden e.V)
- Wolfhager Volkslauf - Rund um den Graner Berg (Laufteam Wolfhagen e.V.)
- Volkslauf der WVC Kassel (Wassersport-Vereinigung Cassel e.V.)

## Ehemalige Wertungsläufe
- Int. Söhre-Volkslauf (LTG Fuldabrück e.V.) (bis 2010)
- Kirschblüten-Volkslauf (Laufgemeinschaft Gelstertal Hundelshausen 1981 e.V.) (bis 2012)
- Volkslauf Fuldatal (TSV Ihringshausen e.V.) (bis 2015)
- Nationaler Abendvolkslauf - Rund um den Stahlberg (FTSV Heckershausen 1890 e.V.) (bis 2018)
- Volkslauf Obervorschütz (TSV 1894 Obervorschütz e.V.) (bis 2019)
- Warburger Diemellauf (Warburger Sportverein 1884 e.V.) (bis 2019)

## Sponsoren
Der Nordhessencup wird im Vergleich zu anderen lokalen Laufveranstaltungen von außergewöhnlich vielen Unternehmen gesponsert, die es unter anderem ermöglichen, die Startkosten auf einem deutschlandweit gesehen sehr geringen Niveau zu halten. Hauptsponsoren 2016 sind Hütt-Brauerei, Theuermeisters Lauf-Laden, Immovation AG, EAM (Energieversorger), BKK Wirtschaft & Finanzen. Weitere Sponsoren sind Sonnenei, Kurhessen-Therme, RBS Ingenieure und Misch & Wipprecht.